# Щербовець
Щербо́вець — село в Жденіївській селищній громаді Мукачівського району Закарпатської області України.

## Історія
Село Щербовець засноване в 1612 р. селянами-галичанами. Про історію села може найкраще розповісти його уродженець,відомий краєзнавець,автор багатьох книг про села і міста Закарпаття,Василь Пагиря. Відоме в селі прізвище Яртим походить від потоку Артим коло самого Львова,урочище Зелемен -одноіменне з горою Зелемен на Скільщині.Все це свідчить про переселення з Галичини.У середині 17 ст. в селі було 19 хат та дерев'яна церква, яку розграбували татари в 1691 р.
Відомо, що в Щербовці, за всю його історію, було кілька дерев'яних церков і знаходились вони на різних кутках села, але всіх їх спіткало одне лихо — були знищені вогнем.
Сьогодні в селі зберігся мурований храм св. Духа збудований в 1882 р., на місці дерев'яної церкви. Храм зведено на ділянці землі, подарованій сім'єю Тидірів, за що їх було поховано поруч.
В 1928 р. за сприяння Андрія Тидіра та Василя Гамовича біля церкви збудували дерев'яну дзвіницю.
Дзвіниця має чотири дзвони. Найдавніший дзвін називається «Іван», а наймолодший — «Олекса», його 1936 р. подарувала храму Марія Ряшко в пам'ять про свого чоловіка Олексу Беренича.
Село переживало різні часи,часто трагічні.Його пустошили кримські татари.Десятину врожаю вівса-верховинського хліба - приходилось здавати Мукачівському замку,де сиділи мадярські вельможі.За випасання худоби на полонині треба було платити.Найважчим періодом була окупація  фашистською Угорщиною. Тоді щербівчани втікали за східний кордон.Через Пікуй втекли Іван Рижак,Михайло Тидір,Михайло і Петро Рижаки,Михайло і Олекса Далекореї,Петро Пагиря,Іван Савчин з дружиною та багато інших.Всього з Воловецького району втекло 270 чоловік.Щербівчани воювали і в лавах чехословацького корпусу,І в радянській армії,партизанили в Франції,томились в німецьких таборах.Багато з них не повернулись з війни.

## Релігія
Храм св. духа. 1882. 
Село заснували втікачі з Галичини в 1612 р. Вже в 1649 р. поселення мало 19 хат і дерев’яну церкву. Церкву, спустошену татарами, згадують у 1691 р.
Дерев’яну церкву святого духа з двома дзвонами згадано 1733 р. за священика Степана Глушковича. Перша дерев’яна церква стояла на Кичерках, але згоріла (тепер на тому місці дерев’яний хрест), друга стояла на Загробищах (у нижньому кінці села) і також згоріла. Остання дерев’яна церква була збудована на Руському Верху, де тепер на місці престолу стоїть залізний хрест XVIII ст. Ця церква згоріла на Великдень, зайнявшись від свічки.
Теперішня мурована церква стоїть серед села, на місці дерев’яної, на землі, подарованій сім’єю Тидірів, за що їх поховано біля храму. Церкву збудовано в 1882 р. за священика Василя Мейсароша, а 1884 р. – посвячено. Розповідають, що діти, йдучи до школи і зі школи, мали принести по каменю на будівництво. Так їх робили причетними до загальної справи і закладали пам’ять на все життя.
Влітку 1904 р. о. Варфоломій Галактович поблагословив іконостас, оновлений (очевидно, намальований) за куратора Глька Тидіра, за що художник Бейла Мігалі (у журналі “Наука” за 1904 р. – Михайло Білий) отримав 810, а його помічник Гербер – 600 австрійських корон. 4000 корон на іконостас та інші потреби отримали від продажу урбаріального лісу, з Америки кошти надіслали Василь Яртим, Федір, Іван і ще один Іван Тидіри, Василь Міца.
Виходець із села письменник і краєзнавець Василь Пагиря наводить цікаві дані з касової книги щербовецької церкви, що велася з 1895 до 1948 р. Так, спорудження біля церкви хреста в 1920 р. обійшлося в 1312 чехословацьких корон. У 1925 р. на купівлю дзвона виділили 2529 корон. У 1927р. відомий художник Юлій Віраґ отримав за малювання хреста 1000 корон. Біля церкви в 1928 р. за кураторів Андрія Тидіра та Василя Гамовича збудували дерев’яну дзвіницю, на якій тепер – 4 дзвони (найдавнішим є дзвін “Іван”, а наймолодшого “Олексу” купила в 1936 р. Марія Ряшко на пам’ять про свого чоловіка Олексу Беренича, що загинув у шахті в Америці), за що майстри отримали 1890 корон, а на придбання шинґлів пішло 100 корон. Гарна двоярусна споруда подібна формою до інших дзвіниць Воловеччини, але більша за розмірами. Кажуть, що поки дзвіниця була вкрита ґонтом, подзвін долинав у сусідні села, а після перекриття бляхою дзвону вже не було чути.
З 1895 до 1905 р. у селі служив о. Йосип Папп, про о. Івана Кваковського є згадка тільки в 1905 р., до 1923 р. священиком був Андрій Шимшон, а його наступниками стали Іван Ревтій, Михайло Фельбаба та, можливо, інші священики. Останнім греко-католицьким священиком був Стефан Григорович, який перебував у сибірських таборах з 1950 до 1956 р.

## Туристичні місця
- Храм св. духа. 1882
- Дзвіниця в селі має чотири дзвони. Найдавніший дзвін називається «Іван», а наймолодший — «Олекса»,

## Населення
Згідно з переписом УРСР 1989 року чисельність наявного населення села становила 317 осіб, з яких 153 чоловіки та 164 жінки.
За переписом населення України 2001 року в селі мешкало 250 осіб.

### Мова
Розподіл населення за рідною мовою за даними перепису 2001 року:
| Мова       | Відсоток |
| ---------- | -------- |
| українська | 99,60 %  |
| російська  | 0,40 %   |

## Інтернет-посилання
- Інформація на сайті Дерев'яні Храми України [Архівовано 11 вересня 2016 у Wayback Machine.]